# Aplonobia deina
Aplonobia deina är en spindeldjursart som beskrevs av Pritchard och Baker 1955. Aplonobia deina ingår i släktet Aplonobia och familjen Tetranychidae. Inga underarter finns listade i Catalogue of Life.